# Richard van Dülmen
Richard van Dülmen (* 3. Mai 1937 in Cloppenburg; † 18. Januar 2004 in Erfurt) war ein deutscher Historiker. Er war Professor für die Geschichte der Frühen Neuzeit an der Universität des Saarlandes.

## Leben und Wirken
Richard van Dülmen wurde als Sohn des Rektors Heinrich van Dülmen und dessen Frau Cäcilia, geb. Dehlwisch, in Cloppenburg geboren. Nach dem Abitur am Realgymnasium in Oldenburg 1959 studierte van Dülmen Philosophie, Theologie, Germanistik und Geschichte an der Westfälischen Wilhelms-Universität Münster. 1960 wechselte er an die Julius-Maximilians-Universität Würzburg, wo er im Wintersemester 1960/61 sein Philosophicum und sein Pädagogikum ablegte. 1961 setzte van Dülmen sein Studium an der Ludwig-Maximilians-Universität München fort, wo er sich vornehmlich der Neueren Geschichte und der Bayerischen Landesgeschichte zuwandte. Im Dezember 1965 wurde er bei Karl Bosl in München mit einer Arbeit über den Pollinger Propst Franziskus Töpsl promoviert (Zweitgutachter war Johannes Spörl). Nach seiner Habilitation über den Theologen Johann Valentin Andreae, den Urheber der Rosenkreuzer-Legende, war er ab 1973 Privatdozent in München. 1980 wurde er Lehrstuhlvertreter und 1982 Professor für die Geschichte der Frühen Neuzeit unter besonderer Berücksichtigung der Landesgeschichte an der Universität des Saarlandes. Einen Ruf an die Universität Wien lehnte er ab. Als Frühneuzeitprofessor hat er im Zuge der Bleibeverhandlungen die Landesgeschichte mit übernommen. Dadurch konnte er dem Saarländischen Landtag die Höherstufung seines Lehrstuhls plausibel machen. Er arbeitete vor allem zur Kultur- und Sozialgeschichte des 16. bis 18. Jahrhunderts.
Van Dülmen war Gastprofessor an den Universitäten Berlin, Prag und Bern. Er war seit 1994 Mitbegründer und -herausgeber der Zeitschrift Historische Anthropologie. Zusammen mit Reinhard Klimmt war er Herausgeber der Reihe Saarland-Bibliothek. An der Universität des Saarlandes war er seit 1999 Erster Sprecher des teils von ihm initiierten Diplomstudiengangs Historisch orientierte Kulturwissenschaften, Leiter der Arbeitsstelle für Historische Kulturforschung (Volkswagenstiftung) und Mitglied des Graduiertenkollegs Interkulturelle Kommunikation in kulturwissenschaftlicher Perspektive.
Er war verheiratet mit Andrea van Dülmen und hatte drei Kinder: Alexander, Moritz und Friederike van Dülmen. Richard van Dülmen starb während einer Tagung in Erfurt.
Seit 2009 wird der Richard-van-Dülmen Preis vom HOK-Alumni-Verein (Ehemalige und Studierende der Historisch orientierten Kulturwissenschaften der Universität des Saarlandes) für die innovativste Abschlussarbeit in Studiengängen der Historisch orientierten Kulturwissenschaften vergeben.

## Schriften (Auswahl)
Schriftenverzeichnis
- Wolfgang Behringer, Andrea van Dülmen: Schriftenverzeichnis Richard van Dülmen. In: Margret Wintermantel (Hrsg.): Akademische Gedenkfeier für Richard van Dülmen. 19. Januar 2005 (= Universitätsreden 58). Universität des Saarlandes, Saarbrücken 2005, S. 47–58.

Monographien
- mit Sina Rauschenbach: Macht des Wissens. Die Entstehung der modernen Wissensgesellschaft. Böhlau, Köln 2004, ISBN 3-412-13303-5.
- Poesie des Lebens. Eine Kulturgeschichte der deutschen Romantik 1795–1820. Band 1: Lebenswelt. Böhlau, Köln / Weimar 2002, ISBN 3-41207302-4.
- Historische Anthropologie. Entwicklung, Probleme, Aufgaben. Böhlau, Köln 2000, ISBN 3-41211799-4.
- Kultur und Alltag in der Frühen Neuzeit. Band 1: Das Haus und seine Menschen 16.–18. Jahrhundert. C.H. Beck, München 1990; 4. Auflage ebenda 2005, ISBN 978-3-406-53914-5.
- Theater des Schreckens: Gerichtspraxis und Strafrituale in der Frühen Neuzeit. 3. Aufl. C.H. Beck, München 1988.
- Die Entstehung des frühneuzeitlichen Europa 1550–1648 (= Fischer Weltgeschichte, Band 24), Fischer TB, Frankfurt am Main 1982, ISBN 3-596-60024-3.
- Reformation als Revolution. Soziale Bewegung und religiöser Radikalismus in der deutschen Reformation, dtv, München 1977, ISBN 3-423-04273-7.
- Der Geheimbund der Illuminaten. Frommann-Holzboog, Stuttgart-Bad Cannstatt 1975, ISBN 3-77280674-0.
- Die Utopie einer christlichen Gesellschaft. Johann Valentin Andreae (1586–1654). Frommann-Holzboog, Stuttgart-Bad Cannstatt 1978 (Zugl.: München., Univ., Habil.-Schr., 1973).
- Propst Franziskus Töpsl (1711–1796) und das Augustiner-Chorherrenstift Polling. Ein Beitrag zur Geschichte der katholischen Aufklärung in Bayern. Lassleben, Kallmünz/Opf. 1967 (Zugl.: München, Univ., Diss., 1965).

Herausgeberschaften
- Entdeckung des Ich. Die Geschichte der Individualisierung vom Mittelalter bis zur Gegenwart. Böhlau, Köln 2001, ISBN 3-412-02901-7.
- Das Täuferreich von Münster 1534–1535. Berichte und Dokumente, dtv, München 1974, ISBN 3-423-04150-1.
- Hexenwelten. Magie und Imagination vom 16.–20. Jahrhundert. Frankfurt 1987.